# Speicheradressregister
Das Speicheradressregister (SAR) ist ein wichtiges Register eines Hauptprozessors in einem Von-Neumann-Rechner. Zusammen mit dem Speicherdatenregister (SDR) dient es als schneller Zwischenspeicher und verringert die negativen Auswirkungen des Von-Neumann-Flaschenhalses.
Die meisten Von-Neumann-Rechner sind intern als Harvard-Architekturen implementiert, weshalb zwischen Daten- und Adressbus unterschieden wird. Bei vielen Systemen haben beide Busse eine unterschiedliche Breite.
Das Speicheradressregister (Abkürzung SAR, englische Abkürzung MAR von memory address register) enthält die Adresse des Speicherwortes, das als Nächstes gelesen oder geschrieben werden soll. Daher ist dieses Register so breit wie die Adresslänge.